# Ибрагимли, Юсиф-бей
Юсиф-бей Ибрагимли (азерб. Yusif bəy Ağaqulu oğlu İbrahimli; 1883, Кешля, Бакинская губерния — май 1920, Сигнахский уезд) ― азербайджанский политик начала XX века. Секретарь ЦК партии «Мусават».

## Биография
Юсиф Агагулу оглы Ибрагимли родился в 1883 году в селе Кешля. Обучившись в моллахане и медресе, он выучил турецкий, арабский, персидский и русский языки. Окончил Бакинское политехническое училище, открытое в 1900 году.
Сначала работал на нефтеперерабатывающих заводах Манташева, затем Шибаева. Вскоре его повысили до должности инженера-оператора.
Являлся одним из первых членов партии «Мусават», тайно созданной в Баку в 1911 году. После возвращения в 1913 году в Баку Мамед Эмин Расулзаде был избран председателем центрального комитета партии «Мусават». Ибрагимли избирают секретарем ЦК партии «Мусават».
Участвовал в первом съезде партии «Мусават», проходившем в здании «Исмаилия» с 26 по 31 октября 1917 года, и во II съезде партии «Мусават», проходившем со 2 по 12 декабря 1919 года.
После вступления Красной армии в Баку в мае 1920 года вместе с Насиб-беком Усуббековым они покинули Баку и отправились в Грузию. Они расстались в Евлахе, и добирались до Грузии разными путями. Юсиф-бей Ибрагимли был застрелен неизвестными в районе Сигнахского уезда. Как и Насиб-бек Усуббеков, он, вероятно, был убит большевиками.

## Семья
В 1912 году Юсиф-бек Ибрагимли женился на Зибе Амрах кызы. От этого брака у них родились две дочери и сын. Его жена умерла в 1960 году.
У Юсифа бека Ибрагимли было четыре брата и одна сестра. Его младший брат, Бахрам, был убит армянами во время мартовских событий в Баку в 1918 году.
В 1937 году его брат Сабит Ибрагимли, дяди и двоюродные братья были сосланы.

## Память
После восстановления независимости Азербайджана улица Чичерина в Баку была переименована в улицу Юсиф бека Ибрагимли. На этой улице был установлен его барельеф.